# Bergeyella zoohelcum
Bergeyella zoohelcum ist eine Art der Bakterien.

## Merkmale
Die Zellen von  Bergeyella zoohelcum sind ca. 0,6 µm breit und 2–3 µm lang. Die Zellen sind stäbchenförmig, die Enden sind abgerundet. Endosporen werden nicht gebildet. Die Art ist unbeweglich. Der Gram-Test ist negativ. Bergeyella zoohelcum ist streng aerob, der Stoffwechsel ist die Atmung. Wachstum erfolgt bei Temperaturen zwischen 18 und 42 °C. Der Indol-Test verläuft positiv.

## Systematik
Die Art Bergeyella zoohelcum wurde zuerst im Jahr 1987 von B. Holmes zu der Gattung Weeksella gestellt. Untersuchungen der rRNA von P. Vandamme im Jahr 1994 führte zu der Umstellung zu der neuen Gattung Bergeyella. Die Art zählt zu der Familie Weeksellaceae, welche zu der Abteilung Bacteroidetes gestellt wird (Stand 18. März 2024).

## Medizin
Bergeyella zoohelcum scheint zu der natürlichen Fauna im oralen und nasalen Bereich von Katzen und Hunden zu zählen. Unter Umständen kann es bei Bissen beim Menschen als opportunistischer Krankheitserreger auftreten und z. B. Abszesse oder Lungenentzündungen verursachen.

## Etymologie
Der Gattungsname Bergeyella wurde zu Ehren des amerikanischen Mikrobiologen David Hendricks Bergey gewählt. Der Artname B. zoohelcum ist zusammengesetzt aus dem griechischen Wort „zoon“ (Tier) und dem griechischen Wort „helkos“ (Wunde). Das Bakterium wurde aus Bisswunden von Katzen und Hunden isoliert.